# Heterorachis conradti
Heterorachis conradti là một loài bướm đêm trong họ Geometridae.